# Rappoltenkirchen (Herrschaft)
Die Herrschaft Rappoltenkirchen war eine Grundherrschaft im Viertel ober dem Wienerwald im Erzherzogtum Österreich unter der Enns, dem heutigen Niederösterreich.

## Ausdehnung
Die Herrschaft umfasste zuletzt die Ortsobrigkeit über Rappoltenkirchen, Epping, Kraking, Kreuth, Kogl, Röhrenbach, Sieghartskirchen, Gerersdorf und Wagendorf. Der Sitz der Verwaltung befand sich im Schloss Rappoltenkirchen.

## Geschichte
Der letzte Inhaber der Allodialherrschaft war der Unternehmer und Bankier Georg Simon Freiherr von Sina zu Hodos und Kizdia, der als größter Grundbesitzer Ungarns galt und auch im Viertel ober dem Manhartsberg begütert war, als die Herrschaft als Folge der Reformen 1848/1849 aufgelöst wurde.